# BMW M88/S38

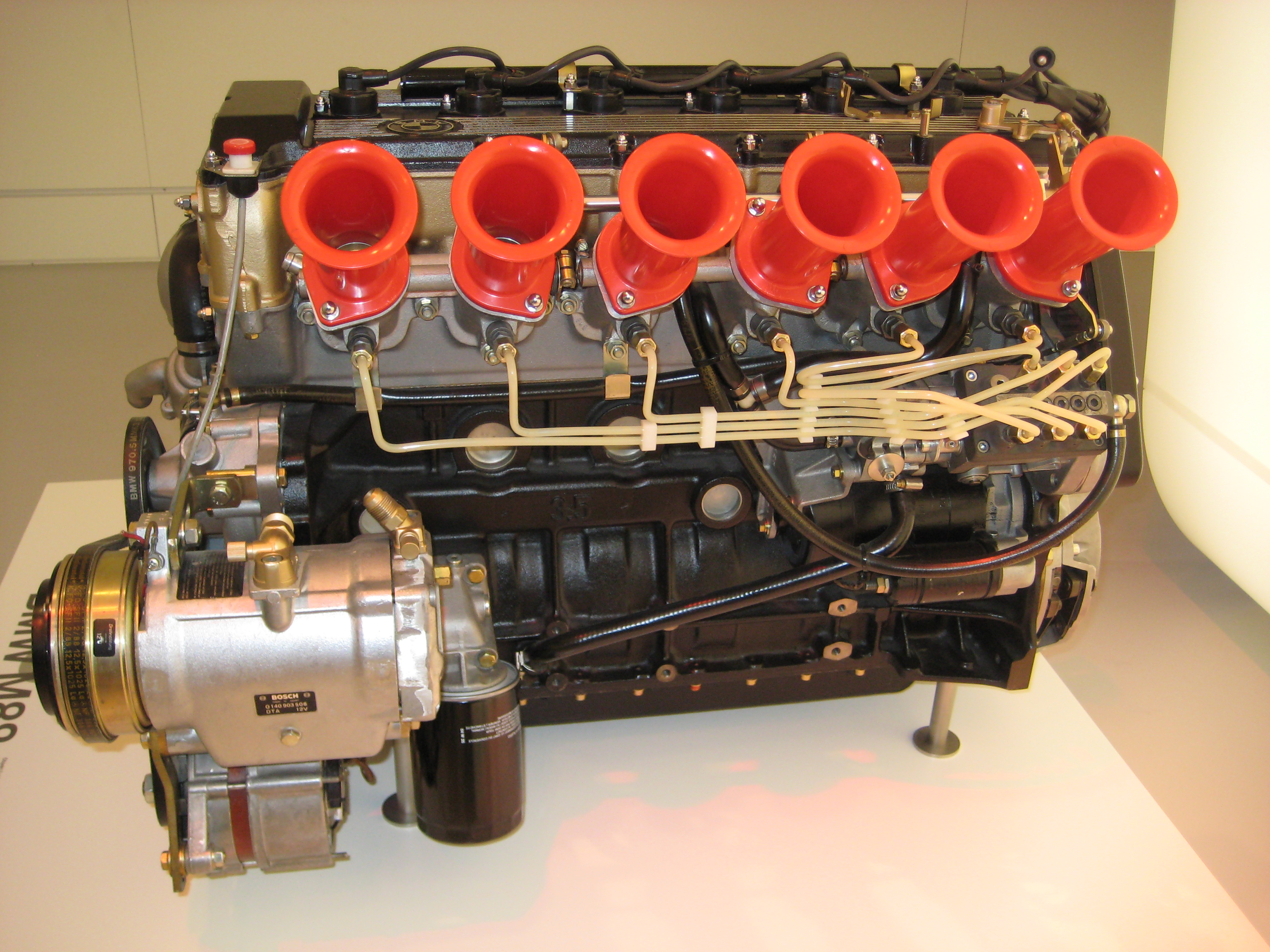
Silnik M88 – oryginalnie w modelu M1, 207 kW – 277 KM

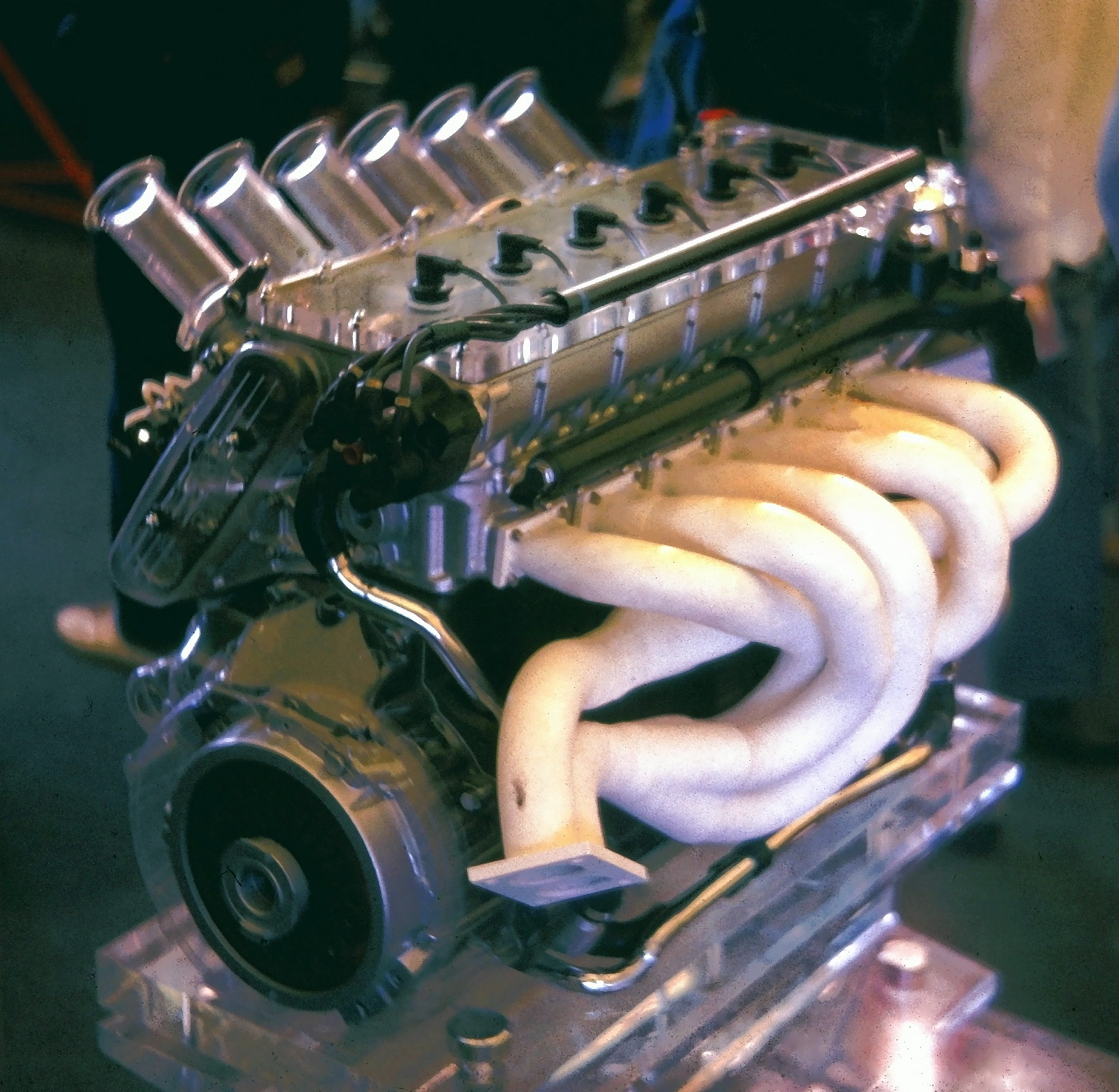
Silnik M88/1 – BMW M1 Procar, 470 KM

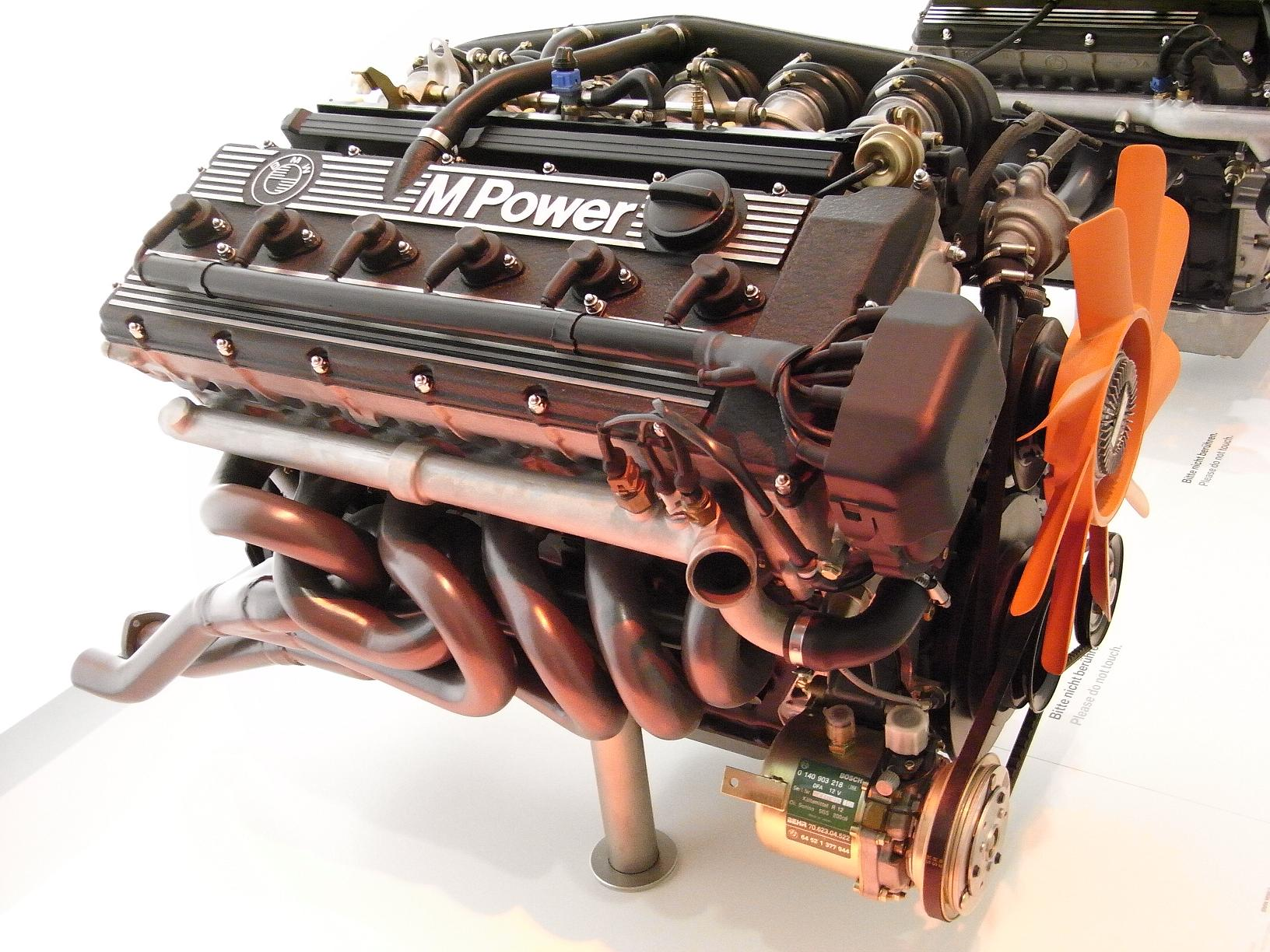
Silnik M88/3 – E28 M5, 286 KM

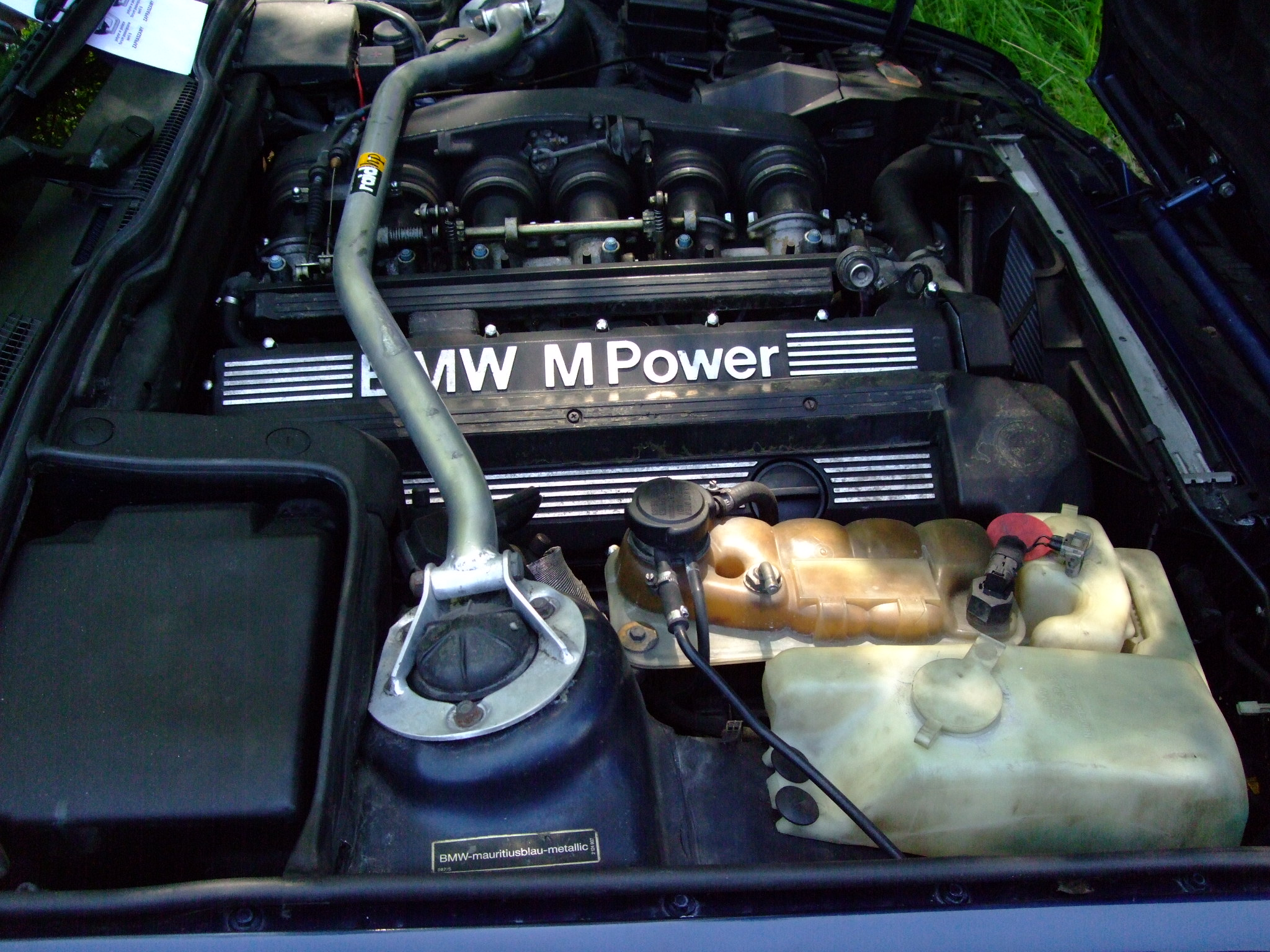
S38B36 – 3.6 litra, 315 KM – jednostka E34 sprzed modernizacji

M88 i S38 – oznaczenie silnika rzędowego składającego się z sześciu cylindrów i 24 zaworów. Był on montowany w topowych sportowych autach firmy BMW w 70., 80. i 90. latach XX wieku.

## Silnik M88
M88 był oryginalną iteracją silników i ich wcieleń – M88/1, M88/2 i M88/3. Silnik o kodzie M88 był montowany tylko i wyłącznie w BMW M1. Używana jest sucha miska olejowa z uwagi na wyścigowe zastosowanie pojazdu i z myślą o tym zastosowaniu. Szosowy M1 dopuszczony do ruchu ulicznego produkowany był z tym silnikiem w latach 1978–1981. Silnik wytwarza 206 kW (277 KM) przy 6500 obrotach na minutę i 330 Nm przy 5000 obrotach na minutę.

## Silnik M88/1
W jednomarkowej wyścigowej serii BMW M1 Procar silnik M88 był nieznacznie powiększony, osiągając 3498 cm³ (3,5 l) z 3453 cm³. Tę wersję silnika wyścigowego BMW Motorsport nazwał M88/1, spełniała ona przepisy Grupy 4. Ten wyścigowy silnik wytwarzał 350 kW (470 KM) w specyfikacji Procar. Ta wersja miała kute tłoki, ostrzejsze wałki rozrządu, większe zawory, a także chłodzenie oleju w skrzyni biegów i tylnym mechanizmie różnicowym uodpornionym na większe, bardziej wytrzymałościowe próby.

## Silnik M88/2
BMW używał także silnika M88 w wyścigach grupy 5. Silnik M88 był tutaj jednak na potrzeby wyścigów i osiągania dużej mocy turbodoładowany. Stał się szerzej znany jako M88/2. Pojemność skokowa została pomniejszona do – 3191 cm³ (3,2 l), silnik miał krótszy skok, co przy wyścigowym współczynniku 1,4 dzięki turbodoładowaniu umożliwiało zakwalifikowanie go w klasie wyścigów z autami do 4,5 litra bez doładowania. Ten wyścigowy silnik wytwarzał od 641 kW (860 KM) do 671 kW (900 KM) na wyścigowym wystrojeniu.

## Silnik M88/3
Silnik M88/3 stanowi dalsze rozwinięcie myśli motoru M88/1. Został on zmodyfikowany do użytku, bardziej przyjazny i znacznie mniej zawodny niż poprzednie inkarnacje. Z powodzeniem stosowany w modelach E24 M 635CSi i E28 M5, był znany w nomenklaturze wewnętrznej BMW jako M88/3. Zaopatrzony we wtrysk paliwa Kugelfischer, został później zastąpiony przez wtrysk Bosch Motronic. Moc 210 kW 286 KM przy 6500 obr./min i 340 Nm przy 4500 obr / min. Ten silnik ma współczynnik kompresji 10,5: 1.

## Silnik S38B35
Silnik bazujący na M88/3. Zdławiony o 26 KM ze względu na katalizator i ostrzejsze normy emisji spalin w niektórych krajach. Jedyny silnik na rynek USA, Kanady, Japonii i Szwajcarii. Później również oferowany przez dwa lata (87-89) w europejskiej wersji 635CSi z katalizatorem o mocy 260 KM.

## Silnik S38B36
Silnik S38B36 zadebiutował w 1988 roku jako następca silnika M88/3 i jednostka z powiększoną do 3,5 l (3535 cm³) pojemnością. Osiągnięto to poprzez zwiększenie skoku o 2 do 86 mm przy użyciu nowego kutego stalowego wału korbowego. Inne zmiany obejmowały zmienione wałki rozrządu, zwiększenie stopnia sprężania do 10,1:1, kolektor dolotowy o zmiennej długości (w celu poprawy momentu obrotowego przy niższych obrotach), kolektory wydechowe ze stali nierdzewnej o równej długości, czujnik masowego przepływu powietrza, oraz komputer sterujący silnikiem Bosch Motronic. Silnik w porównaniu do poprzedników łatwiej wchodzi na obroty. Moc uzyskana przez producenta to 315 KM i 360 Nm jednak każdy silnik mógł uzyskiwać inną moc, ponieważ wszystkie były składane ręcznie, jak i całe BMW M5 E34. To ostatnie M5 w pełni zmontowane ręcznie, nawet dzisiaj po 30 latach od zakończeniu produkcji, często silnik w dobrej kondycji uzyskuje na hamowni moc w przedziałach 236 kW (317 KM) do 239 kW – (321 KM).

## Silnik S38B38
W 1990 roku marce BMW obok Alpiny B10 wyrosła konkurencja w postaci dwóch aut obcych marek zaprezentowanych w 1990 roku Mercedesa 500E i Opla Lotusa Omegi. Silnik o mocy 232 kW (315 KM) przestał być najmocniejszy w klasie średniej wyższej. Mercedes osiągał 326 KM i był szybszy niż M5. Szczególnie elastyczność 500E robiła wrażenie. Opel był jednak sprzedawany w śladowych ilościach i bardzo szybki, BMW postanowiło się skupić na walce z Daimlerem. Pod koniec 1991 roku BMW postanowiło powiększyć po raz kolejny silnik S38 tym razem z 3,5 l do 3,8 l (3795 cm³), zwiększając otwór do 94,6 mm i skok do 90 mm. Zarządzanie silnikiem zostało zaktualizowane do Motronic 3.3, a układ zapłonowy został zmodernizowany. Inne zmiany obejmują zwiększenie stopnia sprężania do 10,5: 1, dwumasowe koło zamachowe, kolektor wydechowy wykonany z Inconelu, większe zawory dolotowe i wydechowe, lżejsze tłoki i korpusy przepustnic zwiększone o 4 do 50 mm. Moc wzrosła do 250 kW (340 KM) przy 6900 obr./min, a moment obrotowy wzrósł z 360 Nm do 400 Nm przy tych samych 4750 obr./min. Od roku 1992 do sprzedaży trafił M5 3.8 / M5 3.8 Touring wyposażony w tę jednostkę, wprowadzone zmiany pozwoliły na ponowną równa walkę z największymi konkurentami. To był ostatni silnik o kodzie S38.

## Specyfikacja silników aut drogowych M88 | M88/3 | S38B35 | S38B36 | S38B38
| Typ silnika                    | M88                                                  | M88/3                                                                   | S38B35                                               | S38B36                                                              | S38B38                                               |
| ------------------------------ | ---------------------------------------------------- | ----------------------------------------------------------------------- | ---------------------------------------------------- | ------------------------------------------------------------------- | ---------------------------------------------------- |
| Produkcja                      | 1978-1981                                            | 1983-1989 (Europa, UK i Południowa Afryka)                              | 1986-1989 (USA, Szwajcaria)                          | *1988-1992 (Europa) **1993-1995 (USA, Szwajcaria)                   | 1992-1996 (Europa)                                   |
| Modele BMW wyposażone w silnik | BMW M1                                               | BMW M5 E28 BMW M6 E24 BMW 635CSi BMW 745i E23 (Tylko Południowa Afryka) | BMW M5 E28 BMW 635 CSi E24 BMW M6 E24                | BMW M5 E34                                                          | BMW M5 E34 BMW M5 E34 Touring                        |
| Silnik                         | BMW – 6-cylindrowy, 24-zaworowy DOHC (wtrysk paliwa) | BMW – 6-cylindrowy, 24-zaworowy DOHC (wtrysk paliwa)                    | BMW – 6-cylindrowy, 24-zaworowy DOHC (wtrysk paliwa) | BMW – 6-cylindrowy, 24-zaworowy DOHC (wtrysk paliwa)                | BMW – 6-cylindrowy, 24-zaworowy DOHC (wtrysk paliwa) |
| Pojemność skokowa              | 3453 cm³                                             | 3453 cm³                                                                | 3453 cm³                                             | 3535 cm³                                                            | 3795 cm³                                             |
| Pojemność skokowa              | 93,4 × 84 mm                                         | 93,4 × 84 mm                                                            | 93,4 × 84 mm                                         | 81 × 86,4 mm                                                        | 94,6 × 90 mm                                         |
| Moc maksymalna (kW/KM)         | 207 kW (277 KM) @ 6500 rpm                           | 210 kW (286 KM) @ 6500 rpm                                              | 193 kW (260 KM) @ 6500 rpm (Kat.)                    | 232 kW (315 KM) @ 6900 rpm (Kat.) 228 kW (311 KM) @ 6900 rpm (Kat.) | 250 kW (340 KM) @ 6900 rpm (Kat.)                    |
| Sprężanie                      | 9,0:1                                                | 10,5:1                                                                  | 9.8:1                                                | 10,1:1                                                              | 10,5:1                                               |
| Maksymalny moment obrotowy     | (330 Nm) @ 5000 rpm                                  | (340 Nm) @ 4500 rpm                                                     | (330 Nm) @ 4500 rpm                                  | (360 Nm) @ 4750 rpm                                                 | (400 Nm) @ 4750 rpm                                  |
| Skrzynia biegów                | 5-biegowa manualna                                   | 5-biegowa manualna                                                      | 5-biegowa manualna                                   | 5-biegowa manualna                                                  | 5-biegowa manualna 6-biegowa manualna                |